# 八老爺牧場
八老爺牧場，位於台灣台南市柳營區，是一座休閒牧場。
八老爺牧場由八老爺乳鄉發展協進會於2004年4月成立，牧場前身本為單純的養牛區，鑒於周休二日之間休閒活動盛行，遂轉型於觀光休閒牧場。區內含有乳牛資訊的介紹，介紹乳牛生態、牛乳生產與酪農區等知識，此外還規劃DIY教室供遊客自行製作紀念品，以牛乳餐點為主題的餐廳及烘焙屋等區域可供遊客駐足賞玩。
此外，牧場附近還有台糖鐵路八老爺車站，可藉此順便乘車至新營糖廠。

## 外部連結
- （繁體中文） 八老爺-台灣乳牛的故鄉，官方網站。
- （繁體中文） 八老爺牧場 - 台南觀光(官網)-景點介紹，台南市政府觀光局。
- （繁體中文） 八老爺牧場-休閒牧場介紹-柳營幸福牧場，柳營幸福牧場。
- 台南／八老爺牧場 洋溢乳香[永久]